# Liste des épisodes de Bonanza
Cet article présente la Liste des épisodes de la série télévisée américaine Bonanza.
Les épisodes qualifiés de (VOSTF) n'ont pas été l'objet de doublage en version française.

## Panorama des saisons
| Saison | Saison | Nombre d'épisodes | Diffusion originale | Diffusion originale |
| Saison | Saison | Nombre d'épisodes | Début de saison     | Fin de saison       |
| ------ | ------ | ----------------- | ------------------- | ------------------- |
|        | 1      | 32                | 12 septembre 1959   | 30 avril 1960       |
|        | 2      | 34                | 10 septembre 1960   | 3 juin 1961         |
|        | 3      | 34                | 24 septembre 1961   | 20 mai 1962         |
|        | 4      | 34                | 23 septembre 1962   | 26 mai 1963         |
|        | 5      | 34                | 22 septembre 1963   | 24 mai 1964         |
|        | 6      | 34                | 20 septembre 1964   | 23 mai 1965         |
|        | 7      | 33                | 112 septembre 1965  | 15 mai 1966         |
|        | 8      | 34                | 11 septembre 1966   | 14 mai 1967         |
|        | 9      | 34                | 17 septembre 1967   | 28 juillet 1968     |
|        | 10     | 30                | 15 septembre 1968   | 11 mai 1969         |
|        | 11     | 28                | 14 septembre 1969   | 19 avril 1970       |
|        | 12     | 28                | 13 septembre 1970   | 11 avril 1971       |
|        | 13     | 26                | 19 septembre 1971   | 12 avril 1972       |
|        | 14     | 16                | 12 septembre 1972   | 16 janvier 1973     |

## Liste des épisodes

### Saison 1 (1959-1960)
- 1959 (épisodes 1 à 15) ; 1960 (épisodes 16 à 32)

1. Une rose pour Lotta (VOSTF) (A Rose for Lotta)
2. Le Troupeau (VOSTF) (The Sun Mountain Herd)
3. Or et Amour (The Newcomers) ; réalisation Christian Nyby
4. La Guerre des Paiutes (VOSTF) (The Paiute War)
5. Mark Twain (Enter Mark Twain) ; réalisation Paul Landres
6. L'Histoire de Julia Bulette (The Julia Bulette Story) avec Jane Greer ; réalisation Christian Nyby
7. La Concession (The Saga of Annie O' Toole) avec Ida Lupino ; réalisation Joseph Kane
8. Les Dangers de la mine (The Philip Deidesheimer Story) ; réalisation Joseph Kane
9. Monsieur Henri Comstock (Mr. Henry Comstock) ; réalisation John Brahm
10. Aimée et aimante (The Magnificent Adah) ; réalisation Christian Nyby
11. Deux familles ennemies (The Truckee Strip) avec James Coburn ; réalisation Christian Nyby
12. Course à la potence (The Hanging Posse) ; réalisation Christian Nyby
13. Vendetta (Vendetta) ; réalisation Joseph Kane
14. Les Deux Sœurs (VOSTF) (The Sisters)
15. La Dernière Chasse (The Last Hunt)
16. Le Grand Rouge (El Toro Grande) ; réalisation Christian Nyby
17. Les Hors-la-loi (The Outcast) ; réalisation Lewis Allen
18. Les Uns contre les autres (A House Divided)
19. Les Tueurs à gages (VOSTF) (The Gunmen)
20. Le Chinois (The Fear Merchants) ; réalisation Lewis Allen
21. Une Grande Dame (The Spanish Grant)
22. Prairie sanglante (Blood on the Land)
23. La Justice du désert (Desert Justice) ; réalisation Lewis Allen
24. L'Étranger (The Stranger)
25. Refuge à Ponderosa (Escape to Ponderosa)
26. La Dernière Chance (The Avenger)
27. Le Dernier Trophée (The Last Trophy)
28. Les Mystères de San Francisco (San Francisco)
29. Onde Amère (Bitter Water)
30. Billy le petit orphelin (Feet of Clay)
31. L'Étoile des ténèbres (VOSTF) (Dark Star)
32. Mort à l'aube (Death at Dawn)

### Saison 2 (1960-1961)
1. La Revanche (Showdown)
2. La Mission (The Mission)
3. Les Orgueilleux (Badge Without Honor)
4. Le Moulin (The Mill)
5. La Terre Promise (The Hopefuls)
6. Le Voisin (Denver McKee), réalisation de Jacques Tourneur
7. Règlement de comptes (Day of Reckoning)
8. L'Enlèvement (The Abduction)
9. La Chasse aux loups (Breed of Violence)
10. Le Dernier Viking (VOSTF) (The Last Viking)
11. La Brebis galeuse (The Trail Gang)
12. Le Sauvage (The Savage)
13. Le Mur du silence (Silent Thunder)
14. Au bord de la rivière Tah (The Ape)
15. La Querelle (The Blood Line)
16. Une si jolie veuve (The Courtship)
17. Tuer pour vivre (The Spitfire)
18. L'Épouse de papa (The Bride)
19. Hold-Up pour un bon motif (Bank Run)
20. Le Fugitif (VOSTF) (The Fugitive)
21. Vengeance (Vengeance)
22. Le Percepteur de l'Ouest (Tax Collector)
23. L'Embuscade (The Rescue)
24. La Porte du mal (VOSTF) (The Dark Gate)
25. Le Duc (VOSTF) (The Duke)
26. Carrefour du Crime (Cutthroat Junction)
27. Le Grand Blanc (The Gift)
28. Le Rival (VOSTF) (The Rival)
29. La Machine infernale (VOSTF) (The Infernal Machine)
30. Escroquerie du Mont Tonnerre (The Thunderhead Swindle)
31. Le Secret (VOSTF) (The Secret)
32. Rêves de soldats (VOSTF) (The Dream Riders)
33. Elizabeth mon amour (Elizabeth, My Love)
34. Sam Hill (VOSTF) (Sam Hill)

### Saison 3 (1961-1962)
1. Un sourire trompeur (VOSTF) (The Smiler)
2. Un printemps à Ponderosa (VOSTF) (Springtime)
3. L'Honneur de Cochise (VOSTF) (The Honor of Cochise)
4. La Veuve (The Lonely House)
5. La Rareté de Birmanie (VOSTF) (The Burma Rarity)
6. L'Homme à la guitare (Broken Ballad)
7. Les 100 visages de Gidéon Flinch (VOSTF) (The Many Faces of Gideon Flinch)
8. L'Amitié (The Friendship)
9. La Comtesse (The Countess)
10. Le Dresseur de chevaux (VOSTF) (The Horse Breaker)
11. Le Jour du dragon (VOSTF) (Day of the Dragon)
12. Le Français (VOSTF) (The Frenchman)
13. L'Étoile d'étain (VOSTF) (The Tin Badge)
14. Gabrielle (VOSTF) (Gabrielle)
15. Les Voleurs de terres (VOSTF) (Land Grab)
16. Le Bel étranger (VOSTF) (The Tall Stranger)
17. La Dame de Baltimore (The Lady from Baltimore)
18. La Chevauchée de l'honneur (VOSTF) (The Ride)
19. L'Orage (The Storm)
20. Maman très chère (VOSTF) (The Auld Sod)
21. Le Don de l'eau (VOSTF) (Gift of Water)
22. À Couteaux tirés (VOSTF) (The Jackknife)
23. Le Coupable (VOSTF) (The Guilty)
24. À la conquête d'Abigail Jones (The Wooing of Abigail Jones)
25. L'Homme de la loi (VOSTF) (The Lawmaker)
26. La Tête dans les étoiles (VOSTF) (Look to the Stars)
27. Un jeu dangereux (VOSTF) (The Gamble)
28. L'Expérience (VOSTF) (The Crucible)
29. Inger, mon amour (VOSTF) (Inger, My Love)
30. Pardonnez à vos ennemis (VOSTF) (Blessed Are They)
31. La Dot (VOSTF) (The Dowry)
32. La Nuit la plus longue (VOSTF) (The Long Night)
33. La Montagnarde (VOSTF) (The Mountain Girl)
34. Le Faiseur de miracle (VOSTF) (The Miracle Maker)

### Saison 4 (1962-1963)
1. Le Premier né (VOSTF) (The First Born)
2. La Quête (VOSTF) (The Quest)
3. Les Couleurs de la nuit (VOSTF) (The Artist)
4. À l'ombre de la potence (VOSTF) (A Hot Day for a Hanging)
5. Le Déserteur (VOSTF) (The Deserter)
6. Sur la piste de San Francisco (The Way Station)
7. La Guerre vient à Washoe (VOSTF) (The War Comes to Washoe)
8. Le Chevalier errant (VOSTF) (Knight Errant)
9. La Loi des blancs (The Beginning)
10. Le Prix du sang (VOSTF) (The Deadly Ones)
11. (Gallagher's Sons)
12. La Décision (VOSTF) (The Decision)
13. Le Bon Samaritain (The Good Samaritan)
14. Le Jury (VOSTF) (The Jury)
15. Le Colonel (The Colonel)
16. Une chanson dans la nuit (VOSTF) (Song in the Dark)
17. L'Honneur d'un juge (VOSTF) (Elegy for a Hangman)
18. Le Sang mêlé (VOSTF) (Half a Rogue)
19. Sur le fil du rasoir (VOSTF) (The Last Haircut)
20. Marie, mon amour (VOSTF) (Marie, My Love)
21. Le Canasson (VOSTF) (The Hayburner)
22. L'Actrice (VOSTF) (The Actress)
23. Un étranger est passé (VOSTF) (A Stranger Passed This Way)
24. Le Courage d'Aaron (VOSTF) (The Way of Aaron)
25. Une femme perdue (VOSTF) (A Woman Lost)
26. Les Amis de Walter (VOSTF) (Any Friend of Walter's)
27. Le Miroir à 2 faces (VOSTF) (Mirror of a Man)
28. Le Meilleur des frères (VOSTF) (My Brother's Keeper)
29. Dans la tourmente (VOSTF) (Five into the Wind)
30. (The Saga of Whizzer McGee)
31. Le Maître du tonnerre (VOSTF) (Thunder Man)
32. Le Riche et le pauvre (VOSTF) (Rich Man, Poor Man)
33. Le Patron (VOSTF) (The Boss)
34. Petit mais costaud (VOSTF) (Little Man-Ten Feet Tall)

### Saison 5 (1963-1964)
1. La Belle de San Francisco (She Walks in Beauty)
2. Charles Dickens (A Passion for Justice)
3. Le Faiseur de pluie (Rain from Heaven)
4. La Ville du crépuscule (Twilight Town)
5. Le Petit Soldat (The Toy Soldier)
6. La Force et la loi (A Question of Strength)
7. Calamity (Calamity Over the Comstock)
8. Souvenirs d'un voyage (Journey Remembered)
9. Un cas de conscience (The Quality of Mercy)
10. La Patience (The Waiting Game)
11. La Loi du Talion (The Legacy)
12. Les Leprechauns (Hoss and the Leprechauns)
13. La Fleur de l'age (The Prime of Life)
14. L'Histoire de Lila Conrad (The Lila Conrad Story)
15. Séduction (Ponderosa Matador)
16. Le Fils prodigue (My Son, My Son)
17. Double Joe (Alias Joe Cartwright)
18. Héros ou imposteur (The Gentleman from New Orleans)
19. Dix mille dollars (The Cheating Game)
20. L'Amour est aveugle (Bullet for a Bride)
21. Le Roi de la montagne (King of the Mountain)
22. Le Cadeau (Love Me Not)
23. La Pure vérité (The Pure Truth)
24. Un shérif trop vieux (No Less a Man)
25. L'Honneur retrouvé (Return to Honor)
26. Le Cousin Muley Jones (The Saga of Muley Jones)
27. (The Roper)
28. Petit nuage rose (A Pink Cloud Comes from Old Cathay)
29. Les Companeros (The Companeros)
30. Esclave ou chanteur (Enter Thomas Bowers)
31. La Femme de Jamie Boy (The Dark Past)
32. Tante Lili (The Pressure Game)
33. L'Accident (Triangle)
34. Walter et les hors-la-loi (Walter and the Outlaws)

### Saison 6 (1964-1965)
1. Genèse d'un tueur (VOSTF) (Invention of a Gunfighter)
2. L'Otage (VOSTF) (The Hostage)
3. L'Étalon sauvage (VOSTF) (The Wild One)
4. Merci pour tout, mon ami (VOSTF) (Thanks for Everything, Friend)
5. Le Trésor de Logan (VOSTF) (Logan's Treasure)
6. Le Bouc émissaire (VOSTF) (The Scapegoat)
7. Une gloire de 4 sous (VOSTF) (A Dime's Worth of Glory)
8. Sam, honnête malgré lui (VOSTF) (Square Deal Sam)
9. Entre ciel et terre (VOSTF) (Between Heaven and Earth)
10. Old Sheba (VOSTF) (Old Sheba)
11. Un homme admirable (VOSTF) (A Man to Admire)
12. Opprimé (VOSTF) (The Underdog)
13. Le Chevalier du souvenir (VOSTF) (A Knight to Remember)
14. La Saga de squaw Charlie (VOSTF) (The Saga of Squaw Charlie)
15. Le Concours de crêpes (VOSTF) (The Flapjack Contest)
16. La Meilleure chose que j'aie faite (VOSTF) (The Far, Far Better Thing)
17. Une femme de feu (VOSTF) (Woman of Fire)
18. La Ballerine (VOSTF) (The Ballerina)
19. Le Tueur à la langue de velours (VOSTF) (The Flannel-Mouth Gun)
20. L'Homme volant de Ponderosa (VOSTF) (Ponderosa Birdman)
21. Adam et son double (VOSTF) (The Search)
22. Le Saut de la mort (VOSTF) (The Deadliest Game)
23. Médecin pour la vie (VOSTF) (Once a Doctor) avec Michael Rennie
24. Une leçon de justice (VOSTF) (Right Is the Fourth R)
25. (Hound Dog)
26. Le Piège (VOSTF) (The Trap)
27. (Dead and Gone)
28. Une bonne nuit de repos (VOSTF) (A Good Night's Rest)
29. L'Homme le plus riche du monde (VOSTF) (To Own the World) avec Telly Savalas
30. Comme un cougar (Lothario Larkin)
31. Le Retour (VOSTF) (The Return)
32. Jonas (VOSTF) (The Jonah)
33. Sous les projecteurs (VOSTF) (The Spotlight)
34. Un homme brisé (VOSTF) (Patchwork Man)

### Saison 7 (1965-1966)
1. La Dette (The Debt)
2. Le Dilemme (The Dilemma)
3. Le Coffret de cuivre ou (Le Hors-la-loi) (The Brass Box)
4. Un fils à aimer (The Other Son)
5. L'Esprit de liberté (The Lonely Runner)
6. La Fille de Satan (Devil on Her Shoulder)
7. L'Enfant Trouvé (Found Child)
8. Meredith Smith (The Meredith Smith)
9. Révérend Paul Watson (Mighty is the Word)
10. Une fille étrange (The Strange One)
11. Rebelle malgré lui (VOST) (The Reluctant Rebel)
12. Cinq couchers de soleil (Five Sundowns to Sunup)
13. Pour l'amour des animaux (A Natural Wizard)
14. Nous sommes tous des saints (All Ye His Saints)
15. Le Gars de Dublin (The Dublin Lad)
16. Un chasseur de bisons à Ponderosa (To Kill a Buffalo)
17. La Folle chevauchée (1/2) (Ride the Wind part 1)
18. La Folle chevauchée (2/2) (Ride the Wind part 2)
19. L'Enfant perdu (Destiny's Child)
20. L'Homme de fer (Peace Officer)
21. Le Code d'honneur (The Code)
22. La Petite annonce (Three Brides for Hoss)
23. L'Empereur Norton (The Emperor Norton)
24. La Promesse (Her Brother's Keeper)
25. Jamie, la terreur (The Trouble with Jamie)
26. Château en Espagne (Shining in Spain)
27. Le Génie (The Genius)
28. (The Unwritten Commandment)
29. Une grande ombre sur la terre (Big Shadow on the Land)
30. Le Combat (The Fighters)
31. L'Ami d'Adam (Home from the Sea)
32. La Dernière Mission (The Last Mission)
33. L'Avenir pour un dollar (A Dollar's Worth of Trouble)

### Saison 8 (1966-1967)
1. Le Chagrin et la fureur (VOST) (Something Hurt, Something Wild)
2. Un Cheval d'une autre robe (VOST) (Horse of a Different Hue)
3. Une retraite honorable (VOST) (A Time to Step Down)
4. Traqués par la haine (1/2) (VOST) (The Pursued part 1)
5. Traqués par la haine (2/2) (VOST) (The Pursued part 2)
6. Je fleurirai pour toi (VOST) (To Bloom for Thee)
7. De l'argent taché de sang (VOST) (Credit for a Kill)
8. Les Sœurs de Boston (VOSTF) (Four Sisters from Boston)
9. Ce vieux Charlie (VOST) (Old Charlie)
10. La Ballade de Ponderosa (VOST) (Ballad of the Ponderosa)
11. Le Serment (VOST) (The Oath)
12. Une petite ville très amicale (VOST) (A Real Nice, Friendly Little Town)
13. Les Mariés (The Bridegroom)
14. Tommy (VOST) (Tommy)
15. (A Christmas Story)
16. Un élevage explosif (VOST) (Ponderosa Explosion)
17. Justice (VOSTF) (Justice)
18. Une épouse pour Budford (VOST) (A Bride for Buford)
19. La Mort un vendredi (VOST) (Black Friday)
20. L'Invisible blessure (VOSTF) (The Unseen Wound)
21. Terreur en Arizona (VOST) (Journey to Terror)
22. Amigo (VOST) (Amigo)
23. Une femme à la maison (VOST) (A Woman in the House)
24. Jugement à Red Creek (VOST) (Judgement at Red Creek)
25. Joe Cartwright, détective (VOST) (Joe Cartwright, Detective)
26. Les Étoiles brillent plus la nuit (Dark Enough To See The Stars)
27. Le Dilemme (VOST) (The Deed And The Dilemma)
28. Le Prince (The Prince)
29. Un homme sans terre (VOST) (A Man Without Land)
30. Les Enfants de Napoléon (VOST) (Napoleon's Children)
31. Le Faux coupable (VOST) (The Wormwood Cup)
32. Clarissa (Clarissa)
33. Maestro Hoss (Maestro Hoss)
34. La Fièvre de l'or (VOST) (The Greedy Ones)

### Saison 9 (1967-1968)
1. Seconde chance (VOST) (Second Chance)
2. Le Sens du devoir (VOST) (Sense Of Duty)
3. Les Conquistadors (VOST) (The Conquistadores)
4. Jugement à Olympus (VOST) (Judgement at Olympus)
5. La Nuit du jugement (VOST) (Night Of Reckoning)
6. Faux témoin (VOST) (False Witness)
7. La Manière douce (VOST) (The Gentle Ones)
8. L'Étalon de la dernière chance (VOST) (Desperate Passage)
9. Une victoire assurée (VOST) (The Sure Thing)
10. Règlements de comptes à Tahoe (VOST) (Showdown at Tahoe)
11. Six chevaux noirs (VOST) (Six Black Horses)
12. Périlleuse chevauchée (VOST) (Check Rein)
13. L'Heure du jugement (VOST) (Justice Deferred)
14. Le Détecteur d'or (VOST) (The Gold Detector)
15. Sur la piste du tueur (VOST) (The Trackers)
16. Une fille nommée George (VOST) (A Girl Named George)
17. Le Treizième homme (VOST) (The Thirteenth Man)
18. Sous le ciel de feu (VOST) (The Burning Sky)
19. Le Prix du sel (VOST) (The Price of Salt)
20. Les Liens du sang (VOST) (Blood Tie)
21. Le Crime de Johnny Mule (The Crime of Johnny Mule)
22. Le Défunt en Cartwright (VOST) (The Late Ben Cartwright)
23. Un rêve inachevé (Star Crossed)
24. Le Shérif a la main lourde (Trouble Town)
25. Dette d'honneur à Angelus (VOST) (Commitment at Angelus)
26. Un rêve à rêver (A Dream to Dream)
27. Au nom de l'honneur (VOST) (In Defense of Honor)
28. Mourir dans les ténèbres (VOST) (To Die in Darkness)
29. Maître La Bouteille (The Bottle Fighter)
30. Le Retour d'Eddie (The Arrival of Eddie)
31. Le Bastion (The Stronghold)
32. La Fierté d'un homme (VOST) (Pride of a Man)
33. Le Mariage à tout prix (A Severe Case of Matrimony)
34. L'Idole des Frères Cartwright (Stage Door Johnnies)

### Saison 10 (1968-1969)
1. Un vent de justice (VOST) (Different Pines, Same Wind)
2. Une balle pour un innocent (VOST) (Child)
3. Les Clairons du passé (VOST) (Salute to Yesterday)
4. Violence à Muddy Creek (VOST) (The Real People of Muddy Creek)
5. La Fin d'un roi (VOST) (The Passing of a King)
6. Le Dernier Vote (VOST) (The Last Vote)
7. La Corde au cou (VOST) (Catch as Catch Can)
8. La Petite Fille perdue (Little Girl Lost)
9. Les Survivantes (VOST) (The Survivors)
10. Les Tambours de la discorde (VOST) (The Sound of Drums)
11. Une main gagnante (VOST) (Queen High)
12. L'Homme de nulle part (VOST) (Yonder Man)
13. La Marque du coupable (VOST) (Mark of Guilt)
14. Un témoin à abattre (VOST) (A World Full of Cannibals)
15. Chère Annie Laurie (VOST) (Sweet Annie Laurie)
16. Ami ou ennemi (VOST) (My Friend, My Enemy)
17. Mme Wharton et les malfrats (VOST) (Mrs. Wharton and the Lesser Breeds)
18. Erin (VOST) (Erin)
19. La Compagnie des hommes oubliés (VOST) (Company of Forgotten Men)
20. De l'encre et de la poudre (VOST) (The Clarion)
21. La Belle et le puma (VOST) (The Lady and the Mountain Lion)
22. Les Emmurés (Five Candles)
23. Le Vœu de John Davis (VOST) (The Wish)
24. Le Déserteur (VOST) (The Deserter)
25. Emily (VOST) (Emily)
26. Le Fugitif ( VOST) (The Running Man)
27. L'Indésirable (VOST) (The Unwanted)
28. La Succession de Len (Speak No Evil)
29. Crimes de guerre (VOST) (The Fence)
30. Traque au soleil (VOST) (A Ride in the Sun)

### Saison 11 (1969-1970)
1. (Another Windmill to Go)
2. (The Witness)
3. (The Silence at Stillwater)
4. (A Lawman's Lot is Not a Happy One)
5. (Anatomy of a Lynching)
6. (To Stop a War)
7. (The Medal)
8. (The Stalker)
9. Meena (VOSTF) (Meena)
10. (A Darker Shadow)
11. (Dead Wrong)
12. (Old Friends)
13. (Abner Willoughby's Return)
14. (It's a Small World)
15. (Danger Road)
16. Le Gros Lot (The Big Jackpot)
17. (The Trouble with Amy)
18. (The Lady and the Mark)
19. Une jeune demoiselle en détresse (Is There Any Man Here?)
20. (The Law and Billy Burgess)
21. (The Long Way to Ogden)
22. (Return Engagement)
23. La Mine d'or (The Gold Mine)
24. (Decision at Los Robles)
25. (Caution: Easter Bunny Crossing)
26. Les Marchands de chevaux (VOSTF) (The Horse Traders)
27. Partenaire malgré lui (What are Pardners For?)
28. (A Matter of Circumstance)

### Saison 12 (1970-1971)
1. Le Feu dans les yeux (The Night Virginia City Died)
2. Le Maître de la pluie (A Matter Of Faith)
3. (The Weary Willies)
4. Le Fourgon (The Wagon)
5. Le Droit de vie et de mort (The Power of Life and Death)
6. Quand tout bascule (Gideon the Good)
7. Une ville sans foi ni loi (The Trouble with Trouble)
8. Une vallée hostile (Thornton's Account)
9. Un enfant à aimer (The Love Child)
10. Le Témoin (El Jefe)
11. Le Retour de Pepper Shannon (The Luck of Pepper Shannon)
12. Les Imposteurs (The Imposters)
13. (Honest John)
14. Une jeune demoiselle en détresse (For a Young Lady)
15. Le Pèlerin solitaire (A Single Pilgrim)
16. Une carabine plaquée or (The Gold-Plated Rifle)
17. Le Champion (Top Hand)
18. Un autre Ben (A Deck of Aces)
19. Un homme désespéré (The Desperado)
20. L'Immigré (The Reluctant American)
21. L'Ombre d'un héros (Shadow of a Hero)
22. L'Épidémie (The Silent Killer)
23. Terreur à 2 heures de l'après-midi (Terror at 2:00)
24. (The Stillness Within)
25. Une heure pour mourir (A Time to Die)
26. (Winter Kill)
27. Le Royaume de la peur (Kingdom of Fear)
28. Un nommé Callahan (An Earthquake Called Callahan)

### Saison 13 (1971-1972)
1. (The Grand Swing)
2. Une femme perdue (Fallen Woman)
3. Le Tipi et la roue de chariot (Bushwhacked!)
4. Le Juge Hoss (Rock-A-Bye Hoss)
5. Le Prisonnier (The Prisoners)
6. Cassie (Cassie)
7. Mark Sloan Junior (Don't Cry, My Son)
8. (Face of Fear)
9. Le Mensonge de Will Hewett (Blind Hunch)
10. (The Iron Butterfly)
11. Prise d'otages (The Rattlesnake Brigade)
12. Le Démon du jeu (Easy Come, Easy Go)
13. Un foyer pour Jamie (A Home for Jamie)
14. (Warbonnet)
15. (The Lonely Man)
16. (Second Sight)
17. Le Vagabond (The Saddle Stiff)
18. Le Déraciné (Frenzy)
19. (The Customs of the County)
20. (Shanklin)
21. L'Amnésie de Ben Cartwright (Search In Limbo)
22. (He Was Only Seven)
23. Le Plus Jeune des frères Younger (VOSTF) (The Younger Brother's Younger Brother)
24. Le Gang Ransom (A Place to Hide)
25. Le Trésor de Greely (A Visit to Upright)
26. Le Retour de Bradley Meredith (One Ace Too Many)

### Saison 14 (1972-1973)
1. Pour la vie (Forever) - Première partie
2. Pour la vie (Forever) - Deuxième partie
3. Libéré sur parole (Heritage of Anger)
4. L'Initiation (The Initiation)
5. L'Émeute (Riot)
6. Le Nouveau (New Man)
7. (Ambush at Rio Lobo)
8. La 26e Tombe (The Twenty-Sixth Grave)
9. L'Étalon (Stallion)
10. L'Ennemi invisible (The Hidden Enemy)
11. L'Écho de la solitude (The Sound of Sadness)
12. Le Chien d'arrêt (The Bucket Dog)
13. Premier amour (First Love)
14. La Créance (The Witness)
15. L'Épreuve du mariage (The Marriage of Theodora Duffy)
16. Le Chasseur (The Hunter)